# 1896 en bande dessinée
| Années de la bande dessinée : 1893 - 1894 - 1895 - 1896 - 1897 - 1898 - 1899    |
| Décennies de la bande dessinée : 1860 - 1870 - 1880 - 1890 - 1900 - 1910 - 1920 |

Cet article présente les faits marquants de l'année 1896 en bande dessinée.

## Évènements

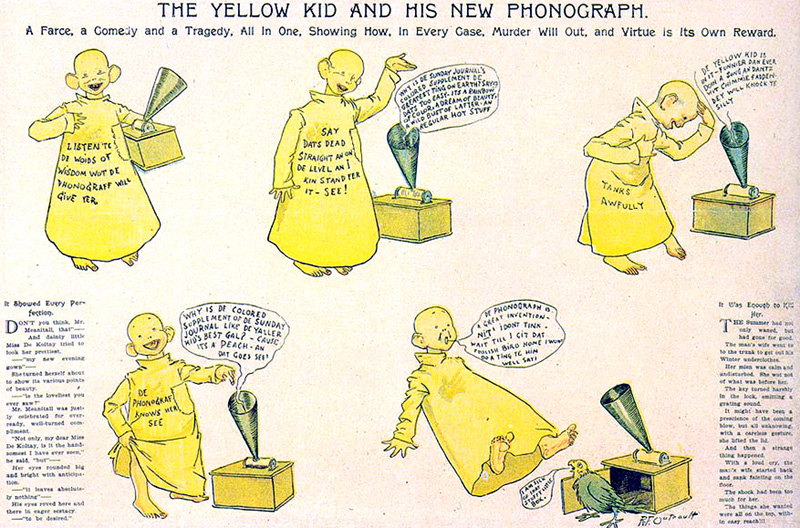
The Yellow Kid, 25 octobre 1896, par Richard F. Outcault

- 25 octobre : Première apparition de phylactères dans The Yellow Kid de Richard F. Outcault, ce qui a parfois été considéré comme la naissance de la bande dessinée.

## Nouveaux albums
Voir aussi : Catégorie:Album de bande dessinée sorti en 1896

## Naissances
- Juin 1896 : Rudolf Petersson, auteur suédois